# Karl Theodor Liebe
Pour les articles homonymes, voir Liebe.
Karl Theodor Liebe est un géologue et ornithologue allemand, né le 11 février 1828 à Moderwitz et mort le 5 juin 1894 à Gera.

## Biographie
Il obtient son baccalauréat à 20 ans à Weimar. Il étudie la théologie, les pédagogie, les mathématiques et les sciences naturelles, il s’intéresse particulièrement à la géologie et à la paléontologie. En 1852, il a complété un doctorat sur un sujet géologique à l'université d'Iéna.
La ville de Gera était un centre reconnu de protection des oiseaux ce qui suscite l’intérêt de Liebe. Il accepte en 1855 une place d’enseignant avant de devenir directeur d’une école professionnelle. En 1861, il devient professeur de mathématique et de physique au gymnasium de la ville.
Liebe participe à plusieurs sociétés savantes et fait paraître de nombreuses publications sur les oiseaux. Avec sa femme, il élève 200 oiseaux dont il étudie les mœurs. En outre, il installe un laboratoire pour l’enseignement de la physique. En 1866, il obtient le titre de conseiller à la cour.
L'IPNI lui attribue une abréviation en botanique, sans plus de précision.

## Liste partielle des publications
- 1884, Abhandlungen zur geologischen Specialkarte von Preussen und den Thüringischen Staaten, Band V, Heft 4, Berlin 1884 (K. Th. Liebe: Uebersicht über den Schichtenaufbau Ostthüringens)
- 1893, Carl R. Hennicke (Hrsg.): Hofrat Professor Dr. K. Th. Liebes Ornithologische Schriften. Leipzig 1893, 723 pages

## Source
- Traduction de l'article de langue allemande de Wikipédia (version du 22 novembre 2006).